# Alexandra Dobolyi
Alexandra Dobolyi (n. 26 septembrie 1971, Budapesta, Republica Populară Ungară) este un om politic maghiar, membru al Parlamentului European în perioada 2004-2009 din partea Ungariei.
1. ↑  Deputații în Parlamentul European